# Tuyến Vạn Đại-Trung Hòa-Thụ Lâm
Tuyến Vạn Đại-Trung Hòa-Thụ Lâm hoặc Xanh lá nhạt (mã LG) (tiếng Trung: 萬大中和樹林線) là tuyến tàu điện ngầm đang được xây dựng ở Đài Bắc. Nó được quản lý bởi Bộ hệ thống đường sắt đô thị Chính phủ Đài Bắc và dự kiến hoàn thành vào năm 2025. Dựa theo bảng màu của tàu điện ngầm Đài Bắc, tuyến Vạn Đại-Trung Hòa-Thụ Lâm sẽ có màu xanh lá nhạt, nhà ga được viết tắt là "LGXX" ("XX" sẽ là số thứ tự ga). Khi giai đoạn 1 hoàn thành, tuyến dự tính sẽ phục vụ cho 270.000 người dân mỗi ngày, và hành khách có thể đi từ ga cuối trường phổ thông Trung Hòa đến Đài Bắc trong vòng 25 phút.

## Giai đoạn 1

### Nhà ga
Nhà ga LG01–08A hiện đang được xây dựng, dự kiến hoàn thành vào năm 2025.
| Mã    | Tên ga                          | Tiếng Hoa  | Quận        | Ghi chú                                                             |
| ----- | ------------------------------- | ---------- | ----------- | ------------------------------------------------------------------- |
| LG01  | Đài Tưởng niệm Tưởng Giới Thạch | 中正紀念堂 | Trung Chính | Dự kiến nối với Tuyến Đạm Thủy-Tín Nghĩa và Tuyến Tùng Sơn-Tân Điếm |
| LG02  | Vườn thực vật Đài Bắc           | 植物園     | Trung Chính |                                                                     |
| LG03  | Hạ An                           | 廈安       | Vạn Hoa     |                                                                     |
| LG04  | Gia Nhuế                        | 加蚋       | Vạn Hoa     |                                                                     |
| LG05  | Vĩnh Hòa                        | 永和       | Vĩnh Hòa    |                                                                     |
| LG06  | Trung Hòa                       | 中和       | Trung Hòa   | Đã lên kế hoạch nối với Tuyến vòng                                  |
| LG07  | Bệnh viện Song Hòa              | 雙和醫院   | Trung Hòa   |                                                                     |
| LG08  | Trường phổ thông Trung Hòa      | 中和高中   | Trung Hòa   |                                                                     |
| LG08A | Cử Quang                        | 莒光       | Trung Hòa   |                                                                     |